# Mantronix
Mantronix was de band van hiphopproducer Kurtis Mantronik (1965) en rapper MC Tee (1966). MC Tee werd in 1988 vervangen door Bryce Wilson (1972), D.J. Dee (1969) en tot slot Jade Trini (1972). Mantronix maakte een vorm van hiphop met veel invloeden uit de electro. Zijn sound had invloed op de latere ontwikkeling alsook op de ontwikkeling van dancemuziek. Acts als Freestylers, Flying Steps en Bomfunk MC's gebruiken invloeden van het werk dat Mantronix in de jaren tachtig maakte. Later is Mantronik solo actief en is hij opgeschoven richting dancemuziek. Zijn grootste successen zijn de hit Got to have your love (1989) en de productie van Come Into My Life (1987) van Joyce Sims. 

## Mantronix
Kurtis el Khaleel (1965) werd in Jamaica geboren, maar verhuisde op zijn zevende naar Canada en op zijn vijftiende naar New York. In 1983 had hij daar een baantje als dj in een platenzaak. Daar ontmoette hij Touré Embden, die rapper was onder de naam MC Tee. De twee besloten samen de demo Fresh Is The Word op te nemen en krijgen een platencontract bij Sleeping Bag Records. Daar verscheen in 1985 het album The Album dat sterk door electro beïnvloedde hiphop bevatte. Het is vergelijkbaar met Afrika Bambaataa, maar dan harder en donkerder. Dezelfde formule volgt Music Madness en In Full Effect. Daarna verliet MC Tee de groep om bij de Amerikaanse luchtmacht te gaan. Hij werd vervangen door Bryce Wilson (1972) en Kurtis' neef D.J. Dee. Mantronik produceerde ook voor andere artiesten. Zo is Come Into My Life (1987) van Joyce Sims van zijn hand. Deze plaat bereikt ook in Nederland de top 10. Ook voor La India maakt hij enkele tracks. 
In 1989 pakte hij het op aandringen van het label commerciëler aan. Hij bedenkt het nummer Got to have your love op met een synthesizermelodie waarvan hij de inspiratie krijgt na het horen van Smooth Criminal van Michael Jackson. De tekst van het nummer komt van een vriend van hem die op dat moment een relatiebreuk had. Als zangeres wordt Wondress Hutchinson aan hen voorgesteld. Die samenwerking gaat goed en het nummer wordt opgenomen. Over de motieven van de stijlwijziging is Kurtis helder: When I did "Got to Have Your Love," I did it for a reason: I did it because I wanted to get a song on the radio. En dat lukt: Got to have your love en ook opvolger Take Your Time bereiken in de Verenigde staten de top 10. In 1991 volgde het album The Incredible Sound Machine, waarop de dan nog onbekende Angie Stone te horen is. Daarvoor was D.J. Dee vervangen door zanger Jade Trini. Dit album flopte. Daarna viel Mantronix uiteen.

## Kurtis Mantronik solo
Het uiteenvallen van Mantronix ging gepaard met een burn-out voor Kurtis. Daardoor trok hij zich voor een aantal jaren terug uit de muziekindustrie. In 1997 pakte hij de draad echter weer op. Als Kurtis Mantronik bracht hij het album I Sing the Body Electro (1998). Op dit album ging hij mee in de populaire Big beat sound van die jaren. Een persoonlijk hoogtepunt voor de Bondfan Mantronik is een remix voor Shirley Bassey van Diamonds Are Forever voor haar remixcompilatie die in 2000 verschijnt. In 2002 richtte hij ook het deephouse project Chamonix op, waarmee hij de single 77 strings maakte. Een vocale bewerking daarvan werd in de zomer van 2003 onder de naam How Did You Know een wereldhit. Ook is hij actief als remixer voor onder andere Atomic Kitten en Kylie Minogue. Toen de Britse popgroep Liberty X in 2002 een remake van zijn wereldhit Got to Have Your Love maakte, was er ook een remix van hem aanwezig.

## Discografie

### Single Top 40
| Single met eventuele hitnotering(en) in de Nederlandse Top 40 | Datum van verschijnen | Datum van binnenkomst | Hoogste positie | Aantal weken | Opmerkingen                            |
| ------------------------------------------------------------- | --------------------- | --------------------- | --------------- | ------------ | -------------------------------------- |
| Sing A Song                                                   | 1988                  | 27-02-1988            | Tip 11          | -            |                                        |
| Got To Have Your Love                                         | 1990                  | 17-02-1990            | 14              | 7            |                                        |
| Take Your Time                                                | 1990                  | 30-06-1990            | 26              | 4            | feat. Wondress                         |
| Don't Go Messin' With My Heart                                | 1991                  | 13-04-1991            | 32              | 3            |                                        |
| How Did You Know                                              | 2003                  | 26-07-2003            | 30              | 5            | als Chamonix / Dancesmash op Radio 538 |

### Mantronix
- The Album (1985)
- Music Madness (1986)
- In Full Effect (1988)
- This Should Move Ya (1990)
- The Incredible Sound Machine (1991)

### Kurtis Mantronik
- I Sing the Body Electro (1998)